# Punta Agneta
Punta Agneta (spanisch) ist eine Landspitze an der Black-Küste des Palmerlands auf der Antarktischen Halbinsel. Sie liegt auf der Nordseite der Kemp-Halbinsel und ragt in das Mason Inlet hinein.
Argentinische Wissenschaftler benannten sie 1978. Namensgeber ist Alfredo Salvador Agneta (1887–1914), Pilot der argentinischen Luftstreitkräfte, der am 28. Oktober 1914 bei einem Flugzeugabsturz ums Leben gekommen war.